# 秋田県中学校の廃校一覧
秋田県中学校の廃校一覧（あきたけんちゅうがっこうのはいこういちらん）は、秋田県の中学校の廃校の一覧。対象となるのは学制改革（1947年）以降に廃校となった中学校と分校である。なお、名称は廃校当時のもの。廃校当時に中学校の所属していた自治体が合併されて消滅している場合は現行の自治体に含める。

## 秋田市
- 秋田市立高陽中学校（1953年成和中と統合し秋田市立山王中学校へ）[1]
- 秋田市立成和中学校（1953年高陽中と統合し山王中へ）[1]
- 秋田市立久保田中学校（1953年一部学区を分割の上で泰平中と統合し秋田市立秋田南中学校へ）[2]
- 秋田市立泰平中学校（1953年久保田中と統合し秋田南中へ）[2]
- 秋田市立手形中学校（1953年秋田南中へ統合された久保田中の一部学区を分割・手形中との統合の上、秋田市立秋田東中学校へ）[3]
- 秋田市立飯島中学校〈初代〉（1962年統合により秋田市立秋田北中学校へ）[4][注釈 1]
- 秋田市立下新城中学校（同上）[4]
- 秋田市立金足中学校（同上）[4]
- 秋田市立日新中学校（1964年浜田中と統合し秋田市立秋田西中学校へ）[5]
- 秋田市立浜田中学校（1964年日新中と統合し秋田西中浜田校舎となり、同年8月21日廃止）[5]
- 秋田市立上北手中学校（1966年統合により秋田市立城南中学校へ）[6]
- 秋田市立仁井田中学校（同上）[6]
- 秋田市立四ツ小屋中学校（同上）[6]
- 秋田市立藤倉中学校（1975年秋田東中へ統合）[3]
- 秋田市立高清水中学校（1982年秋田市立泉中学校と秋田市立将軍野中学校[7]へ分割）
- 秋田市立大正寺中学校（2005年秋田市立雄和中学校へ統合）[8]
- 秋田市立上新城中学校（2011年秋田市立飯島中学校〈2代目〉へ統合）[9]
- 聖霊女子短期大学付属中学校（2013年募集停止[10]、2015年休校）
- 秋田市立豊岩中学校（2023年秋田市立秋田西中学校へ統合）[11]
- 秋田市立下浜中学校 （同上）[11]
- 秋田市立太平中学校（2023年秋田市立城東中学校へ統合）[12]
- 秋田市立下北手中学校（2024年秋田市立城東中学校へ統合）[13]

河辺町
- 河辺町立和田中学校（1959年戸島中と統合し秋田市立河辺中学校〈当時：河辺町立〉へ）[14][注釈 2]
- 河辺町立戸島中学校（1959年和田中と統合し河辺中へ）[14]

雄和村
- 雄和村立川添中学校（1967年統合により雄和中へ）[8]
- 雄和村立種平中学校（同上）[8]
- 雄和村立戸米川中学校（同上）[8]

## 能代市
- 能代市立東雲中学校竹生分校（1950年12月23日）[15]
- 能代市立東雲中学校朴瀬分校（1950年12月23日）[15]
- 能代市立常盤中学校山分分校（1964年）[16]
- 能代市立常盤中学校（2019年能代市立東雲中学校へ統合）[17]
- 能代市立東能代中学校（1990年統合により能代市立能代東中学校へ）[18]
- 能代市立檜山中学校（同上）[18]
- 能代市立鶴形中学校（同上）[18]
- 能代市立浅内中学校（1984年能代第二中学校の一部と統合し能代市立能代南中学校へ）[18]

## 横手市
- 横手市立横手第二中学校（1958年9月1日第三中と統合し鳳中へ）
- 横手市立横手第三中学校（1958年9月1日第二中と統合し鳳中へ）
- 横手市立境町中学校（1963年黒川中と統合し横手市立横手西中学校へ）[19]
- 横手市立黒川中学校（1963年境町中と統合し横手西中へ）[19]
- 横手市立横手第一中学校（1971年統合により横手市立横手南中学校へ）[20]
- 横手市立旭中学校（同上）[20]
- 横手市立栄中学校（同上）[20]
- 横手市立十文字中学校〈旧〉（2010年十文字西中と統合し横手市立十文字中学校〈新〉へ）[21]
- 横手市立十文字西中学校（2010年十文字中〈旧〉と統合し十文字中〈新〉へ）[21]
- 横手市立雄物川中学校（2012年統合により横手市立横手明峰中学校へ）[22]
- 横手市立大森中学校（同上）[22]
- 横手市立大雄中学校（同上）[22]
- 横手市立鳳中学校（2013年統合により横手市立横手北中学校へ）[23]
- 横手市立横手西中学校（同上）[23]
- 横手市立金沢中学校（同上）[23]
- 横手市立山内中学校（2018年横手南中へ統合）[20]

山内村
- 山内村立山内中学校松川分校（1948年）[注釈 3]
- 山内村立山内中学校福万分校（1964年）
- 山内村立山内中学校黒沢分校（1964年）
- 山内村立山内中学校南郷分校（1964年）
- 山内村立山内中学校三又分校（1964年）
- 山内村立山内中学校外山分校（1964年）

雄物川町
- 雄物川町立沼館中学校（1960年統合により雄物川中へ）[24]
- 雄物川町立福地中学校（同上）[24]
- 雄物川町立里見中学校（同上）[24]
- 雄物川町立大沢中学校（同上）[24]
- 雄物川町立館合中学校（同上）[24]

十文字町
- 十文字町立植田中学校（1964年睦合中と統合し十文字西中へ）[24]
- 十文字町立睦合中学校（1964年植田中と統合し十文字西中へ）[24]

大森町
- 大森町立大森中学校〈初代〉（1968年統合により大森中〈2代目〉へ）[24]
- 大森町立八沢木中学校（同上）[24]
- 大森町立川西中学校（同上）[24]
- 大森町立坂部中学校（同上）[24]

田根森村
- 田根森村立田根森中学校（1951年3月27日阿気中と統合し田根森村・阿気村組合立協和中学校〈のち：大雄中〉へ）[25]

阿気村
- 阿気村立阿気中学校（1951年3月27日田根森中と統合し協和中〈のち：大雄中〉へ）[25]

西成瀬村
- 西成瀬村立西成瀬中学校小栗山分校（1951年12月3日）[26]

増田町
- 増田町立増田中学校〈旧〉（1971年統合により横手市立増田中学校〈当時：増田町立〉へ）[26]
- 増田町立西成瀬中学校（同上）[26]
- 増田町立上畑中学校（1955年西成瀬中上畑分校から独立、1971年増田中へ）[26]

平鹿町
- 平鹿町立浅舞中学校（1997年統合により横手市立平鹿中学校〈当時：平鹿町立〉へ）[27]
- 平鹿町立吉田中学校（同上）[27]
- 平鹿町立醍醐中学校（同上）[27]

## 大館市
- 大館市立古館中学校（1957年大館市立第一中学校へ統合）[28]
- 大館市立上川沿中学校（1980年第一中へ統合）[28]
- 大館市立第二中学校（2015年統合により大館市立北陽中学校へ）[29]
- 大館市立花岡中学校（同上）[29]
- 大館市立矢立中学校（同上）[29]
- 大館市立第三中学校（1970年長木中と統合し大館市立東中学校へ）[30]
- 大館市立長木中学校（1970年第三中と統合し大館市立東中学校へ）[30]
- 大館市立二井田中学校（1965年真中中と統合し大館市立南中学校へ）[31]
- 大館市立真中中学校（1965年二井田中と統合し大館市立南中へ）[31]

田代町
- 田代町立早口中学校（1968年統合により大館市立田代中学校〈当時:田代町立〉早口校舎となり、1970年完全統合）[32]
- 田代町立岩野目中学校（1968年田代中岩野目校舎となり、1970年完全統合）[32]
- 田代町立越山中学校（1968年田代中越山校舎となり、1970年完全統合）[32]
- 田代町立山瀬中学校（1968年田代中山瀬校舎となり、1970年完全統合）[32]
- 田代町立千歳中学校（1968年田代中千歳校舎となり、1970年完全統合）[32]
- 田代町立平滝中学校（1968年田代中平滝校舎となり、1970年完全統合）[32]

比内町
- 比内町立扇田中学校（1970年統合により大館市立比内中学校〈当時：比内町立〉扇田校舎となり、1973年完全統合）[33]
- 比内町立東館中学校（1970年比内中東館校舎となり、1973年完全統合）[33]
- 比内町立西館中学校（1970年比内中西館校舎となり、1973年完全統合）[33]
- 比内町立大葛中学校（1970年比内中西館校舎となり、1973年完全統合）[33]

## 男鹿市
- 男鹿市立脇本中学校（1972年船越中と統合し男鹿市立男鹿東中学校へ）[34]
- 男鹿市立船越中学校（1972年脇本中と統合し男鹿東中へ）[34]
- 男鹿市立北浦中学校（1990年北磯中と統合し男鹿市立男鹿北中学校へ）[35]
- 男鹿市立北磯中学校（1990年北浦中と統合し男鹿北中へ）[35]
- 男鹿市立戸賀中学校（1991年男鹿北中へ統合）[35]
- 男鹿市立船川中学校（1992年椿中と統合し男鹿市立男鹿南中学校へ）[36]
- 男鹿市立椿中学校（1992年船川中と統合し男鹿南中へ）[36]
- 男鹿市立男鹿中中学校（2001年男鹿南中へ統合）[36]
- 男鹿市立五里合中学校（2008年男鹿市立潟西中学校へ統合）[37]
- 男鹿市立払戸中学校（2008年男鹿東中へ統合）[34]
- 男鹿市立男鹿北中学校（2022年男鹿市立男鹿南中学校へ統合）[36]
- 男鹿市立潟西中学校（2023年男鹿市立男鹿東中学校へ統合）[34]

潟西村
- 潟西村立鵜木中学校（1955年野石中と統合し潟西中へ）[37]
- 潟西村立野石中学校（1955年鵜木中と統合し潟西中へ）[37]

## 湯沢市
- 湯沢市立須川中学校泥湯分校（1961年）[38]
- 湯沢市立湯沢中学校（1968年三関中と統合し湯沢市立湯沢南中学校へ）[39]
- 湯沢市立三関中学校（1968年湯沢中と統合し湯沢南中へ）[39]
- 湯沢市立須川中学校新田分校（2000年）[38]
- 湯沢市立須川中学校〈2015年湯沢南中へ統合）[39]

皆瀬村
- 皆瀬村立皆瀬中学校立岩分校（1952年11月3日）[40]
- 皆瀬村立小安中学校（1955年皆瀬中小安分校から独立、廃校時期不詳）[40]
- 皆瀬村立皆瀬中学校落合臨時分校（1966年1月10日）[40]
- 皆瀬村立皆瀬中学校〈旧〉（1971年生内中と統合し湯沢市立皆瀬中学校〈当時：皆瀬村立〉へ）[40]
- 皆瀬村立生内中学校（1963年4月11日皆瀬中生内分校から独立、1971年皆瀬中〈旧〉と統合し皆瀬中〈新〉へ）[40]

雄勝町
- 雄勝町立秋ノ宮中学校（1972年統合により湯沢市立雄勝中学校〈当時：雄勝町立〉秋ノ宮校舎となり、1974年完全統合） [41]
- 雄勝町立院内中学校（1972年雄勝中院内校舎となり、1974年完全統合） [41]
- 雄勝町立横堀中学校（1972年雄勝中横堀校舎となり、1974年完全統合） [41]
- 雄勝町立小野中学校（1972年雄勝中小野校舎となり、1974年完全統合） [41]

## 鹿角市
- 鹿角市立花輪第一中学校（2020年統合により鹿角市立花輪中学校へ）[42]
- 鹿角市立花輪第二中学校（同上）[42]

十和田町
- 十和田町立毛馬内中学校（1970年統合により鹿角市立十和田中学校〈当時：十和田町立〉へ）[43]
- 十和田町立大湯中学校（同上）[43]
- 十和田町立錦木中学校（同上）[43]
- 十和田町立十和田中学校田代分校（1973年5月8日）[43]
- 十和田町立十和田中学校大清水分校（1973年5月8日）[43]

八幡平村
- 八幡平村立熊沢中学校（1958年鹿角市立八幡平中学校〈当時：八幡平村立〉から独立するも、1965年統合）[44]
- 八幡平村立八幡平中学校切留平冬季分校（1965年熊沢中切留平冬季分校から改称、1968年廃校）

## 由利本荘市
- 由利本荘市立大内中学校〈初代〉（2015年出羽中と統合し由利本荘市立大内中学校〈2代目〉へ）[45]
- 由利本荘市立出羽中学校（2015年大内中（松本）〈旧〉と統合し大内中（中舘）〈新〉へ）[45]

本荘市
- 本荘市立小友中学校（1972年本荘市立南中学校〈現：由利本荘市立本荘南中学校〉へ統合）[46]
- 本荘市立子吉中学校（1977年南中へ統合）[46]
- 本荘市立松ヶ崎中学校（1979年本荘市立北中学校〈現：由利本荘市立本荘北中学校〉へ統合）
- 本荘市立石沢中学校（2005年由利本荘市立本荘東中学校新設に伴い閉校）[47]

矢島町
- 矢島町立矢島中学校十二ヶ沢冬季分校（1969年）[注釈 4]
- 矢島町立矢島中学校軽井沢冬季分校（1969年）

岩城町
- 岩城町立亀田中学校（1982年道川中と統合し由利本荘市立岩城中学校〈当時：岩城町立〉へ）[48]
- 岩城町立道川中学校（1982年亀田中と統合し岩城中へ）[48]

由利町
- 由利町立前郷中学校（1966年西滝沢中と統合し由利本荘市立由利中学校〈当時：由利町立〉へ）[49]
- 由利町立西滝沢中学校（1966年前郷中と統合し由利中へ）[49]
- 由利町立鮎川中学校（1970年由利中へ統合）[49]

鳥海町
- 鳥海町立百宅中学校（1963年直根中百宅分校から独立、1983年直根中へ統合）[50]
- 鳥海町立川内中学校（1999年新設の由利本荘市立鳥海中学校〈当時：鳥海町立〉へ統合）[50]
- 鳥海町立笹子中学校（同上）[50]
- 鳥海町立直根中学校（同上）[50]

鳥海村
- 鳥海村立直根中学校手代沢分校（1961年閉校）[51]
- 鳥海村立直根中学校袖川分校（1968年閉校）[52]
- 鳥海村立笹子中学校西久米分校（1974年10月21日閉校）[53]
- 鳥海村立川内中学校小川分校（1975年閉校）[50]
- 鳥海村立笹子中学校水無冬季分校（1978年閉校）[53]

笹子村
- 笹子村立笹子中学校野宅分校[50]（閉校時期不詳）
- 笹子村立笹子中学校大平分校[50]（閉校時期不詳）

東由利村
- 東由利村立下郷中学校（1969年玉米中と統合し由利本荘市立東由利中学校〈当時：東由利村立〉へ）[54]
- 東由利村立玉米中学校（1969年下郷中と統合し東由利中へ）[54]

大内町
- 大内町立羽広中学校（1971年上川大内中へ統合）[55]
- 大内町立上川大内中学校（1984年新設の大内中〈初代、当時：大内町立〉へ統合）[56]
- 大内町立下川大内中学校（同上）[56]

大内村
- 大内村立上川大内中学校滝分校（1961年閉校）[55]

## 潟上市
昭和町
- 昭和町立大久保中学校（1950年統合により昭和町立昭和中学校〈現：潟上市立羽城中学校〉へ）[57]
- 昭和町立飯田川中学校（同上）[57]
- 昭和町立豊川中学校（同上）[57]

## 大仙市
- 大仙市立西仙北東中学校（2012年西仙北西中と統合し大仙市立西仙北中学校へ）[58]
- 大仙市立西仙北西中学校（2012年西仙北東中と統合し西仙北中へ）[58]
- 大仙市立豊成中学校（2021年大仙市立中仙中学校へ統合）[59]

西小友村
- 内小友村立内小友中学校中山分校（1954年）[60]

大曲市
- 大曲市立内小友中学校（1958年大川西根中と統合し大曲第二中〈現：大仙市立大曲西中学校〉へ）[60]
- 大曲市立大川西根中学校（1958年内小友中と統合し大曲第二中へ）[60]
- 大曲市立大曲中学校〈旧〉（1963年花館中と統合し大仙市立大曲中学校〈当時：大曲市立〉へ）[61]
- 大曲市立花館中学校（1963年大曲中〈旧〉と統合し大曲中〈新〉へ）[61]
- 大曲市立四ッ屋中学校（1964年大曲中へ統合）[61]
- 大曲市立藤木中学校（1970年角間川中と統合し大仙市立大曲南中学校〈当時：大曲市立〉へ）[62]
- 大曲市立角間川中学校（1970年藤木中と統合し大曲南中へ）[62]

協和町
- 協和町立協和中学校〈旧〉（1975年統合により大仙市立協和中学校〈当時：協和町立〉へ）[63]
- 協和町立淀川中学校（同上）[63]
- 協和町立峰吉川中学校（同上）[63]
- 協和町立船岡中学校（同上）[63]

西仙北町
- 西仙北町立大沢郷中学校（1984年強首中と統合し西仙北町立西中学校〈のち：西仙北西中〉へ）[64]
- 西仙北町立強首中学校（1984年大沢郷中と統合し西中〈のち：西仙北西中〉へ）[64]
- 西仙北町立刈和野中学校（1994年土川中と統合し西仙北町立東中学校〈のち：西仙北東中〉へ）[65]
- 西仙北町立土川中学校（1994年刈和野中と統合し東中〈のち：西仙北東中〉へ）[65]

南外村
- 南外村立南楢岡中学校逆川分校（1972年）
- 南外村立南楢岡中学校（1976年外小友中と統合し大仙市立南外中学校〈当時：南外村立〉へ）[66]
- 南外村立外小友中学校（1976年南楢岡中と統合し南外中へ）[66]

中仙町
- 中仙町立長野中学校（1963年清水中と統合し中仙中へ）[67]
- 中仙町立清水中学校（1963年長野中と統合し中仙中へ）[67]

仙北村
- 仙北村立高梨中学校（1958年横堀中と統合し大仙市立仙北中学校〈当時：仙北村立〉へ）[68]
- 仙北村立横堀中学校（1958年高梨中と統合し仙北中へ）[68]

太田村
- 太田村立長信田中学校（1962年横澤中と統合し大仙市立太田中学校〈当時：太田村立〉へ）[69]
- 太田村立横澤中学校（1962年長信田中と統合し太田中へ）[69]

## 北秋田市
- 北秋田市立鷹巣南中学校（2020年北秋田市立鷹巣中学校へ統合）[70]
- 北秋田市立阿仁中学校（2023年北秋田市立阿仁合小学校および北秋田市立大阿仁小学校と統合し北秋田市立義務教育学校阿仁学園へ）[71]

鷹巣町
- 鷹巣町立坊沢中学校（1958年9月9日鷹巣中へ統合）[72]
- 鷹巣町立緑ヶ丘中学校（同上）[72]
- 鷹巣町立七座中学校（同上）[72]
- 鷹巣町立綴子中学校（同上）[72]
- 鷹巣町立栄中学校（同上）[72]
- 鷹巣町立沢口中学校（同上）[72]
- 鷹巣町立七日市中学校（1960年鷹巣中沢口校舎と統合し鷹巣南中へ）[70]
- 鷹巣町立鷹巣中学校沢口校舎（1958年沢口中から改称、1960年七日市中と統合し鷹巣南中へ）[70]
- 鷹巣町立竜森中学校（1958年七日市中竜森分校が独立、1967年鷹巣南中へ統合）[70]

合川町
- 合川町立西中学校（1960年統合により北秋田市立合川中学校〈当時：合川町立〉へ）[73]
- 合川町立南中学校（同上）[73]
- 合川町立北中学校（同上）[73]
- 合川町立東中学校（1962年合川中へ統合）[73]

森吉町
- 森吉町立森吉中学校小滝分校（1964年）
- 森吉町立森吉中学校桐内沢分校（1965年）
- 森吉町立湯ノ岱中学校（1969年）
- 森吉町立森吉中学校〈旧〉（1972年統合により北秋田市立森吉中学校〈当時：森吉町立〉へ）[74]
- 森吉町立米内沢中学校（同上）[74]
- 森吉町立前田中学校（同上）[74]

阿仁町
- 阿仁町立阿仁合中学校萱草冬季分校
- 阿仁町立大阿仁中学校（1962年中村中と統合し阿仁第二中へ）[75]
- 阿仁町立中村中学校（1962年大阿仁中と統合し阿仁第二中へ）[75]
- 阿仁町立阿仁合中学校鍵ノ滝分校（1966年）
- 阿仁町立阿仁第一中学校 （1974年阿仁合中から改称、1991年阿仁第二中と統合し阿仁中へ）[75]
- 阿仁町立阿仁第二中学校（1991年阿仁第一中と統合し阿仁中へ）[75]

## にかほ市
- にかほ市立釜ヶ台中学校（2010年にかほ市立仁賀保中学校へ統合）[76]

仁賀保町
- 仁賀保町立平沢中学校（1959年統合により仁賀保中へ）[76]
- 仁賀保町立院内中学校（同上）[76]
- 仁賀保町立小出中学校（同上）[76]

象潟町
- 象潟町立上郷中学校（1959年にかほ市立象潟中学校〈当時：象潟町立〉へ統合）[77]
- 象潟町立上浜中学校（1978年象潟中へ統合）[77]

## 仙北市
角館町
- 角館町立角館中学校〈旧〉（1985年白岩中と統合し仙北市立角館中学校〈新〉〈当時：角館町立〉へ）[78]
- 角館町立白岩中学校（1985年角館中〈旧〉と統合し角館中〈新〉へ）[78]

田沢湖町
- 田沢湖町立玉川中学校（1960年田沢中玉川分校が独立、1979年廃校）
- 田沢湖町立生保内中学校〈旧〉（2004年田沢中と統合し仙北市立生保内中学校〈当時：田沢湖町立〉へ）[79]
- 田沢湖町立田沢中学校（2004年生保内中〈旧〉と統合し生保内中〈新〉へ）[79]

西木村
- 西木村立西明寺中学校潟尻分校（1966年5月31日）[80]
- 西木村立檜木内中学校相内潟冬期分校（1972年）[81]
- 西木村立西明寺中学校相内潟分校（1972年5月）[80]
- 西木村立上檜木内中学校（2009年檜木内中〈現：仙北市立桧木内中学校〉へ統合）[81]

## 鹿角郡
小坂町
- 小坂町立七滝中学校（1958年小坂町立小坂中学校へ統合）[82]
- 小坂町立十和田中学校（2011年小坂中へ統合）[82]

## 北秋田郡
上小阿仁村
- 上小阿仁村立上小阿仁中学校折渡冬季分校
- 上小阿仁村立上小阿仁中学校萩形分校[83]（廃坑時期不詳）
- 上小阿仁村立上小阿仁中学校八木沢分校[83]（1963年）[注釈 5]
- 上小阿仁村立上小阿仁中学校南沢分校[83]（1963年）
- 上小阿仁村立上小阿仁中学校屋布分校[83]（1975年）

## 山本郡
藤里町
- 藤里町立藤里中学校〈初代〉（1968年米田中と統合し藤里中〈2代目〉へ）[84]
- 藤里町立米田中学校（1968年藤里中〈初代〉と統合し藤里中〈2代目〉へ）[84]
- 藤里町立金沢中学校（1970年藤里中〈2代目〉へ統合）[84]
- 藤里町立藤里中学校〈2代目〉（2023年藤里町立藤里小学校と統合し藤里町立義務教育学校藤里学園へ）[85]

八竜町
- 八竜町立鵜川中学校（1975年浜口中と統合し三種町立八竜中学校〈当時：八竜町立〉へ）[86]
- 八竜町立浜口中学校（1975年鵜川中と統合し八竜中へ）[86]

琴丘町
- 琴丘町立鹿渡中学校（1962年鯉川中と統合し三種町立琴丘中学校〈当時：琴丘町立〉へ）[87]
- 琴丘町立鯉川中学校（1962年鯉川中と統合し琴丘中へ）[87]
- 琴丘町立上岩川中学校（1964年琴丘中へ統合）[87]

八峰町
- 八峰町立峰浜中学校（2016年八森中と統合し八峰町立八峰中学校へ）[88]
- 八峰町立八森中学校（2016年峰浜中と統合し八峰中へ）[88]

峰浜村
- 峰浜村立沢目中学校（1981年塙川中と統合し峰浜中へ）[89]
- 峰浜村立塙川中学校（1981年沢目中と統合し峰浜中へ）[89]

## 南秋田郡
五城目町
- 五城目町立五城目中学校（1958年富津内中の一部と統合し五城目町立五城目第一中学校へ）[90]
- 五城目町立馬場目中学校（1969年五城目第一中へ統合）[90]
- 五城目町立大川中学校（1974年五城目第一中へ統合）[90]
- 五城目町立富津内中学校（1987年五城目第一中へ統合）[90]
- 五城目町立杉沢中学校（2003年五城目第一中へ統合）[90]

八郎潟町
- 八郎潟町立一日市中学校（1963年面潟中と統合し八郎潟町立八郎潟中学校へ）[91]
- 八郎潟町立面潟中学校（1963年一日市中と統合し八郎潟中へ）[91]

井川町
- 井川町立井川中学校（2018年井川小と統合し井川町立井川義務教育学校へ）[92]

井川村
- 井川村立井川東中学校（1955年上井河村立上井河中学校から改称、1959年井川西中と統合し井川中へ）[93]
- 井川村立井川西中学校（1955年下井河村立下井河中学校から改称、1959年井川東中と統合し井川中へ）[93]

## 仙北郡
美郷町
- 美郷町立六郷中学校（2012年統合により美郷町立美郷中学校へ）[94]
- 美郷町立千畑中学校（同上）[94]
- 美郷町立仙南中学校（同上）[94]

六郷町
- 六郷町立六郷中学校湯田分校（1962年）

千畑村
- 千畑村立千屋中学校（1971年畑屋中と統合し千畑中へ）[95]
- 千畑村立畑屋中学校（1971年千屋中と統合し千畑中へ）[95]

仙南村
- 仙南村立金沢中学校（1960年統合により仙南中へ）[96]
- 仙南村立東中学校（同上）[96]
- 仙南村立西中学校（同上）[96]

## 雄勝郡
羽後町
- 羽後町立西馬音内中学校（1975年統合により羽後中〈初代〉へ）[97]
- 羽後町立新成中学校（同上）[97]
- 羽後町立明治中学校（同上）[97]
- 羽後町立元西中学校（同上）[97]
- 羽後町立田代中学校（1992年統合により高瀬中へ）[98]
- 羽後町立仙道中学校（同上）[98]
- 羽後町立軽井沢中学校（同上）[98]
- 羽後町立羽後中学校〈初代〉（2016年統合により羽後町立羽後中学校〈2代目〉へ）[98]
- 羽後町立三輪中学校（同上）[98]
- 羽後町立高瀬中学校（同上）[98]

東成瀬村
- 東成瀬村立東成瀬中学校仁郷分校（1962年）[注釈 6]
- 東成瀬村立東成瀬中学校檜山台分校（1977年）